# 鲁瓦济
鲁瓦济（法語：Roizy，法語發音：[ʁwazi]）是法国大東部大區阿登省的一个市镇，属于勒泰勒区。

## 地理
鲁瓦济（49°25'30"N, 4°10'38"E）面积11.15 平方千米，位于法国大東部大區阿登省，该省份为法国北部内陆省份，西接埃纳省，南至马恩省，东临默兹省，北与比利时接壤。
与鲁瓦济接壤的市镇（或旧市镇、城区）包括：艾尔、阿斯费尔德、莱卡耶、叙普河畔布尔特。

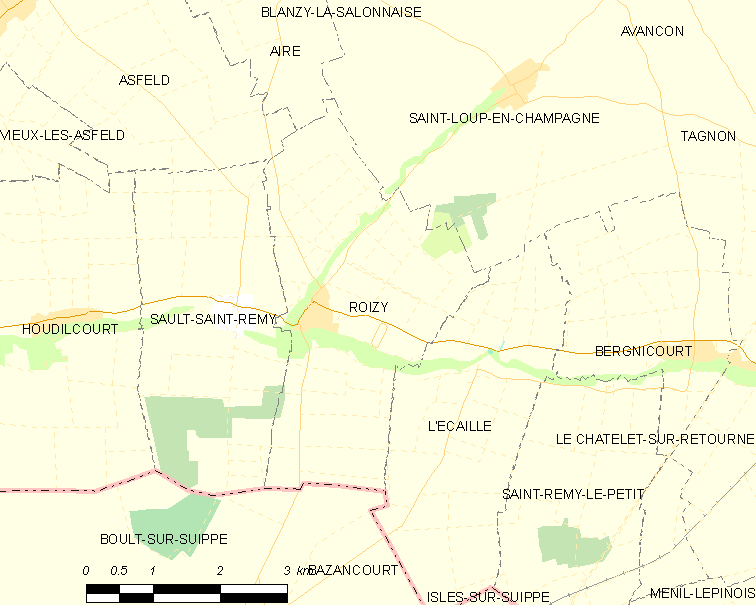
鲁瓦济的OSM定位图

鲁瓦济的时区为UTC+01:00、UTC+02:00（夏令时）。

## 行政
鲁瓦济的邮政编码为08190，INSEE市镇编码为08368。

## 政治
鲁瓦济所属的省级选区为波尔西安堡县。

## 人口

1962-2008年间鲁瓦济人口变化图示

鲁瓦济于2022年1月1日时的人口数量为220人。